# HD 3059
HD 3059 är en orange jätte i Bildhuggarens stjärnbild.
Stjärnan har visuell magnitud +5,54 och är synlig för blotta ögat vid god seeing.